# Чемпионат Европы по водным видам спорта 1991
20-й чемпионат Европы по водным видам спорта проходил с 18 по 25 августа 1991 года в Афинах (Греция). Были проведены соревнования по плаванию, прыжкам в воду, синхронному плаванию (женщины) и водному поло. Террачина (Италия) 14–15 сентября принимала участников соревнований по плаванию на открытой воде. Всего было разыграно 47 комплектов наград.

## Призёры

### Плавание

#### Мужчины
| Дисциплина                     | Золото                                                                           | Золото   | Серебро                                                                           | Серебро  | Бронза                                                                   | Бронза   |
| ------------------------------ | -------------------------------------------------------------------------------- | -------- | --------------------------------------------------------------------------------- | -------- | ------------------------------------------------------------------------ | -------- |
| 50 м (вольный стиль)           | Нильс Рудольф Германия                                                           | 22,33    | Геннадий Пригода СССР                                                             | 22,44    | Майк Фиббенс Великобритания Владимир Ткаченко СССР                       | 22,72    |
| 100 м (вольный стиль)          | Александр Попов СССР                                                             | 49,18    | Нильс Рудольф Германия                                                            | 49,52    | Джорджо Ламберти Италия                                                  | 49,57    |
| 200 м (вольный стиль)          | Артур Войдат Польша                                                              | 1.48,10  | Джорджо Ламберти Италия                                                           | 1.48,15  | Роберто Глерия Италия                                                    | 1.48,74  |
| 400 м (вольный стиль)          | Евгений Садовый СССР                                                             | 3.49,02  | Артур Войдат Польша                                                               | 3.49,09  | Джорджо Ламберти Италия                                                  | 3.50,46  |
| 1500 м (вольный стиль)         | Йорг Хоффман Германия                                                            | 15.02,57 | Ян Уилсон Великобритания                                                          | 15.03,72 | Себастьян Визе Германия                                                  | 15.14,30 |
| 100 м (на спине)               | Мартин Лопес-Суберо Испания                                                      | 55,30    | Дирк Рихтер Германия                                                              | 56,04    | Франк Шотт Франция                                                       | 56,29    |
| 200 м (на спине)               | Мартин Лопес-Суберо Испания                                                      | 1.58,66  | Дирк Рихтер Германия Владимир Сельков СССР                                        | 2.00,18  | не присуждалась                                                          |          |
| 100 м (брасс)                  | Норберт Рожа Венгрия                                                             | 1.01,49  | Адриан Мурхаус Великобритания                                                     | 1.01,88  | Джанни Минервини Италия                                                  | 1.02,41  |
| 200 м (брасс)                  | Ник Джиллингем Великобритания                                                    | 2.12,55  | Норберт Рожа Венгрия                                                              | 2.12,58  | Серхио Лопес Миро Испания                                                | 2.13,40  |
| 100 м (баттерфляй)             | Владислав Куликов СССР                                                           | 54,22    | Мартин Лопес-Суберо Испания                                                       | 54,30    | Нильс Рудольф Германия                                                   | 54,31    |
| 200 м (баттерфляй)             | Франк Эспозито Франция                                                           | 1.59,59  | Рафал Шукала Польша                                                               | 2.01,01  | Кристоф Бордо Франция                                                    | 2.01,25  |
| 200 м (комплекс)               | Ларс Сёренсен Дания                                                              | 2.02,63  | Христиан Гесснер Германия                                                         | 2.02,66  | Лука Сакки Италия                                                        | 2.02,93  |
| 400 м (комплекс)               | Лука Сакки Италия                                                                | 4.17,81  | Патрик Кюль Германия                                                              | 4.17,85  | Христиан Гесснер Германия                                                | 4.19,16  |
| Эстафета 4×100 вольным стилем  | СССР · Павел Хныкин · Геннадий Пригода · Вениамин Таянович · Александр Попов     | 3.17,11  | Германия · Силько Гюнцель · Нильс Рудольф · Штеффен Цеснер · Дирк Рихтер          | 3.18,31  | Швеция · Томми Вернер · Ёран Титус · Андерс Хольмертц · Ёран Янссон      | 3.20,42  |
| Эстафета 4×200 вольным стилем  | СССР · Дмитрий Лепиков · Владимир Пышненко · Вениамин Таянович · Евгений Садовый | 7.15,96  | Италия · Эмануэле Идини · Роберто Глерия · Стефано Баттистелли · Джорджо Ламберти | 7.18,30  | Германия · Штеффен Цеснер · Уве Дасслер · Кристиан Келлер · Йорг Хоффман | 7.19,13  |
| Комбинированная эстафета 4×100 | СССР · Владимир Сельков · Дмитрий Волков · Владислав Куликов · Александр Попов   | 3.40,68  | Франция · Франк Шотт · Седрик Пенико · Брюно Гутцайт · Кристоф Кальфаян           | 3.42,15  | Венгрия · Тамаш Дейч · Норберт Рожа · Петер Хорват · Бела Сабадош        | 3.42,35  |

#### Женщины
| Дисциплина                     | Золото                                                                                | Золото    | Серебро                                                                     | Серебро | Бронза                                                                             | Бронза  |
| ------------------------------ | ------------------------------------------------------------------------------------- | --------- | --------------------------------------------------------------------------- | ------- | ---------------------------------------------------------------------------------- | ------- |
| 50 м (вольный стиль)           | Симона Осигус Германия                                                                | 25,80     | Катрин Плевински Франция                                                    | 25,84   | Инге де Брюин Нидерланды                                                           | 25,91   |
| 100 м (вольный стиль)          | Катрин Плевински Франция                                                              | 56,20     | Карин Бринессе Нидерланды                                                   | 56,44   | Симона Осигус Германия                                                             | 56,47   |
| 200 м (вольный стиль)          | Метте Якобсен Дания                                                                   | 2.00,29   | Катрин Плевински Франция                                                    | 2.00,34 | Луминицэ Добреску Румыния                                                          | 2.01,77 |
| 400 м (вольный стиль)          | Ирена Дальбю Норвегия                                                                 | 4.11,63   | Беатрис Кэшлару Румыния                                                     | 4.12,33 | Кристина Сосси Италия                                                              | 4.12,35 |
| 800 м (вольный стиль)          | Ирена Дальбю Норвегия                                                                 | 8.32,08   | Яна Хенке Германия                                                          | 8.32,25 | Кристина Сосси Италия                                                              | 8.33,79 |
| 100 м (на спине)               | Кристина Эгерсеги Венгрия                                                             | 1.00,31МР | Тюнде Сабо Венгрия                                                          | 1.01,11 | Дагмар Хазе Германия                                                               | 1.02,41 |
| 200 м (на спине)               | Кристина Эгерсеги Венгрия                                                             | 2.06,62МР | Тюнде Сабо Венгрия                                                          | 2.11,42 | Дагмар Хазе Германия                                                               | 2.12,21 |
| 100 м (брасс)                  | Елена Рудковская СССР                                                                 | 1.09,05   | Светлана Бондаренко СССР                                                    | 1.09,99 | Таня Дангалакова Болгария                                                          | 1.10,12 |
| 200 м (брасс)                  | Елена Рудковская СССР                                                                 | 2.29,50   | Беатрис Кэшлару Румыния                                                     | 2.32,00 | Таня Дангалакова Болгария                                                          | 2.32,09 |
| 100 м (баттерфляй)             | Катрин Плевински Франция                                                              | 1.00,32   | Инге де Брюин Нидерланды                                                    | 1.01,64 | Тереза Лундин Швеция                                                               | 1.01,80 |
| 200 м (баттерфляй)             | Метте Якобсен Дания                                                                   | 2.12,87   | Сабина Хербст Германия                                                      | 2.14,72 | Берит Пуггорд Дания                                                                | 2.14,80 |
| 200 м (комплекс)               | Даниэла Хунгер Германия                                                               | 2.15,53   | Беатрис Кэшлару Румыния                                                     | 2.16,68 | Марион Цоллер Германия                                                             | 2.17,43 |
| 400 м (комплекс)               | Кристина Эгерсеги Венгрия                                                             | 4.39,78   | Беатрис Кэшлару Румыния                                                     | 4.44,67 | Ева Синовская Польша                                                               | 4.47,92 |
| Эстафета 4×100 (вольный стиль) | Нидерланды · Диана ван дер Платс · Инге де Брюин · Марике Мастенбрук · Карин Бринессе | 3.45,36   | Германия · Дагмар Хазе · Сильвия Гераш · Катрин Майсснер · Симона Осигус    | 3.45,54 | Дания · Метте Нильсен · Гитта Йенсен · Берит Пуггорд · Метте Якобсен               | 3.46,36 |
| Эстафета 4×200 (вольный стиль) | Дания · Аннетта Поульсен · Гитта Йенсен · Берит Пуггорд · Метте Якобсен               | 8.05,90   | Германия · Дагмар Хазе · Мануэлла Стелльмах · Симона Осигус · Хайке Фридрих | 8.10,26 | Нидерланды · Эллен Элзерман · Баукье Вирсма · Диана ван дер Платс · Карин Бринессе | 8.13,97 |
| Комбинированная эстафета 4×100 | СССР · Наталья Крупская · Елена Рудковская · Елена Кононенко · Евгения Ермакова       | 4.08,55   | Германия · Дагмар Хазе · Сильвия Гераш · Катрин Майсснер · Симона Осигус    | 4.10,10 | Нидерланды · Эллен Эльцерман · Кира Бультен · Инге де Брюин · Карин Бринессе       | 4.14,03 |

↑ МР — мировой рекорд

### Прыжки в воду

#### Мужчины
| Дисциплина   | Золото                  | Золото | Серебро                 | Серебро | Бронза                      | Бронза |
| ------------ | ----------------------- | ------ | ----------------------- | ------- | --------------------------- | ------ |
| Трамплин 1 м | Андрей Семенюк СССР     | 395,19 | Петер Бёлер Германия    | 383,76  | Эдвин Йонгянс Нидерланды    | 359,64 |
| Трамплин 3 м | Альбин Киллат Германия  | 639,45 | Йоаким Андерссон Швеция | 597,03  | Давиде Лоренцини Италия     | 596,28 |
| Вышка 10 м   | Владимир Тимошинин СССР | 606,21 | Дмитрий Саутин СССР     | 602,22  | Бобби Морган Великобритания | 578,67 |

#### Женщины
| Дисциплина   | Золото                 | Золото | Серебро           | Серебро | Бронза                   | Бронза |
| ------------ | ---------------------- | ------ | ----------------- | ------- | ------------------------ | ------ |
| Трамплин 1 м | Брита Бальдус Германия | 282,54 | Ирина Лашко СССР  | 269,52  | Конни Шмальфусс Германия | 238,50 |
| Трамплин 3 м | Ирина Лашко СССР       | 524,97 | Вера Ильина СССР  | 513,03  | Брита Бальдус Германия   | 498,03 |
| Вышка 10 м   | Елена Мирошина СССР    | 453,90 | Инга Афонина СССР | 423,39  | Уте Ветциг Германия      | 382,47 |

### Синхронное плавание
| Дисциплина | Золото | Золото  | Серебро | Серебро | Бронза | Бронза  |
| ---------- | --- | ------- | --- | ------- | --- | ------- |
| Соло       | Ольга Седакова СССР | 180,286 | Христина Талассиниду Греция | 178,800 | Анн Капрон Франция | 175,820 |
| Дуэты      | Анна Козлова Ольга Седакова СССР | 179,572 | Анн Капрон Селин Левек Франция | 174,729 | Марьолейн Бот Тамара Зварт Нидерланды | 173,351 |
| Группы     | СССР · Елена Азарова · Вера Артёмова · Виктория Башкаева · Елена Долженко · Анна Козлова · Гана Максимова · Ольга Пилипчук · Ольга Седакова | 178,112 | Франция · Анн Капрон · Мари Каранта · Селин Левек · Дельфин Ле Флош · Мириам Линьо · Изабель Манабль · Дельфин Марешаль · Кларис Шесно | 173,753 | Италия · Джада Баллан · Джованна Бурландо · Роберта Гвиди · Симона Делла Белла · Лорендана Джентилецца · Мануэла Карнини · Роберта Фаринелли · Паолла Челли | 171,889 |

### Водное поло
| Дисциплина | Золото | Серебро | Бронза |
| ---------- | --- | --- | --- |
| Мужчины    | Югославия Желько Вичевич Игор Гочанин Виктор Еленич Предраг Зимоньич Витомир Падован Душан Попович Горан Радженович Никола Рибич Васо Суботич Милан Тадич Велько Ускокович Душан Чиркович Александар Шоштар  | Испания Даниэль Бальярт Педро Гарсия Сальвадор Гомес Марко Антонио Гонсалес Рубен Мичавила Мигель Анхель Ока Серхи Педрероль Хосеп Пико Хесус Рольян Жорди Санс Рикардо Санчес Манель Сильвестре Мануэль Эстиарте                               | СССР Дмитрий Апанасенко Максим Апанасенко Андрей Белофастов Алексей Вдовин Сергей Ивлев Владимир Карабутов Андрей Коваленко Николай Козлов Александр Колотов Сергей Маркоч Сергей Наумов Олег Пузанков Александр Чигирь                              |
| Женщины    | Венгрия Эдит Вице Лаура Грубер Каталин Данча Жужа Кертес Ильдико Кокаи Каталин Надь Ирен Рафаэль Ильдико Ронасеки Оршойя Салкаи Чилла Самоши Ильдико Такач Ноэми Тот Жужанна Хуфф Мерцедеш Штибер Андреа Эке | Нидерланды Анжелика Бейард Хеллен Буринг Карла ван дер Бон Эсмеральда ван ден Ватер Хедда Вердам Карин Кёйперс Моник Краненбург Патрисия Либрегтс Алиса Линдхаут Марьян Оп ден Вельде Янни Спейкер Рианна Схрам Сандра Схерренбург Эдме Химстра | Италия Николетта Аббате Лилли Аллуччи Моника Вайян Флавия Вилья Клаудия Винчигуэрра Антонелла Ди Джачинто Моника Канетти Кристина Консоли Франческа Конти Стефания Лариуччи Соня Магарелли Джузи Малато Нейра Марзили Мартина Мичели Моника Петруччи |

### Плавание на открытой воде

#### Мужчины
| Дисциплина             | Золото                   | Золото    | Серебро                   | Серебро   | Бронза                  | Бронза    |
| ---------------------- | ------------------------ | --------- | ------------------------- | --------- | ----------------------- | --------- |
| 5 км на открытой воде  | Стефано Рубаудо Италия   | 1.06.51,7 | Давиде Джаккино Италия    | 1.07.22,3 | Ханс ван Гор Нидерланды | 1.07.38,4 |
| 25 км на открытой воде | Кристоф Вандрач Германия | 5.46.26,2 | Серджио Чиарандини Италия | 5.56.50,2 | Урс Кольхаас Швейцария  | 5.58.50,1 |

#### Женщины
| Дисциплина             | Золото                  | Золото    | Серебро                       | Серебро   | Бронза             | Бронза    |
| ---------------------- | ----------------------- | --------- | ----------------------------- | --------- | ------------------ | --------- |
| 5 км на открытой воде  | Эва Берзлановиц Венгрия | 1.13.51,2 | Иветта Главачова Чехословакия | 1.14.13,4 | Мара Дата Италия   | 1.14.13,7 |
| 25 км на открытой воде | Элиан Фиши Швейцария    | 6.38.58,8 | Саманта Кавадини Швейцария    | 6.54.27,7 | Рита Ковач Венгрия | 6.57.29,5 |

## Командный зачёт
Принимающая страна
| Место | Страна         | Золото | Серебро | Бронза | Всего |
| ----- | -------------- | ------ | ------- | ------ | ----- |
| 1     | СССР           | 16     | 7       | 2      | 25    |
| 2     | Германия       | 7      | 12      | 11     | 30    |
| 3     | Венгрия        | 6      | 3       | 2      | 11    |
| 4     | Дания          | 4      | 0       | 2      | 6     |
| 5     | Франция        | 3      | 5       | 3      | 11    |
| 6     | Италия         | 2      | 4       | 11     | 17    |
| 7     | Испания        | 2      | 2       | 1      | 5     |
| 8     | Норвегия       | 2      | 0       | 0      | 2     |
| 9     | Нидерланды     | 1      | 3       | 6      | 10    |
| 10    | Великобритания | 1      | 2       | 2      | 5     |
| 11    | Польша         | 1      | 2       | 1      | 4     |
| 12    | Швейцария      | 1      | 1       | 1      | 3     |
| 13    | Югославия      | 1      | 0       | 0      | 1     |
| 14    | Румыния        | 0      | 4       | 1      | 5     |
| 15    | Швеция         | 0      | 1       | 2      | 3     |
| 16    | Чехословакия   | 0      | 1       | 0      | 1     |
| 16    | Греция         | 0      | 1       | 0      | 1     |
| 18    | Болгария       | 0      | 0       | 2      | 2     |
| Всего | Всего          | 47     | 48      | 47     | 142   |